# 日生ゴルフ
株式会社エヌ・エス・ジーは、東京都中央区にある大手ゴルフ会員権業者。

## 会社概要
1995年仲山信幸が有限会社アップルゴルフ設立し閉鎖。 有限会社日生ゴルフ設立し株式会社ゴルフウェブマーケットに改名し 今の株式会社エヌ・エス・ジー（日生ゴルフ：屋号）である。

### 主な事業内容
ゴルフ会員権の売買。ゴルフ用品の販売。

## 関連会社
- 株式会社エヌ・エス・ジー